# Języki bantu R
Języki bantu R – grupa geograficzna języków bantu z wielkiej rodziny języków nigero-kongijskich. Wchodzi w skład grupy języków bantu centralnych. Swoim zasięgiem języki bantu R obejmują głównie Angolę, Botswanę i Namibię.

## Klasyfikacja
Poniżej przedstawiono klasyfikację języków bantu R według Guthriego zaktualizowaną przez J.F. Maho. Klasyfikacja Ethnologue bazuje na klasyfikacji Guthriego, jednak odbiega od niej znacznie, m.in. stosuje inny kod – trzyliterowy oparty na ISO 639 i inaczej grupuje języki.

### R10Języki ubundu
R101 kuvale
R102 kwisi ?†
R103 mbali – olumbali, kimbari
R11 ubundu – mbundu, nano
R12 ndombe
R13 nyaneka
R14 khumbi

### R20Języki wambo
R20 wambo – oshiwambo, ovambo
R21 kwanyama
R211 kafima
R212 evale
R213 mbandja
R214 mbalanhu
R215 ndongwena
R216 kwankwa
R217 dombondola
R218 esinga
R22 ndonga
R23 kwambi
R24 ngandjera
R241 kwaluudhi
R242 kolonkadhi-eunda

### R30Języki herero
R30 język herero – otjiherero
R31A dialekt środkowy herero
R31B dialekt mbanderu – wschodni herero
R311 północno-zachodni herero – herero w Kaokolandzie, włączając zemba
R312 herero w Botswanie, włączając herero w Mahalapye

### R40Języki yeyi
R41 yeyi – siyei, „kuba”
R41A dialekt yeyi we Wschodnim Caprivi
R41B dielakt yeyi w Ngamilandzie